# Селин Делиратар
Селин Демиратар (на турски: Selin Demiratar) е турска актриса.

## Биография
Селин Демиратар е родена на 20 март 1983 година в град Анталия, Турция. Тя става „Мис Глоуб Интернешънъл“ през 1999 година.

## Филмография
- 90-60-90 (2001)
- Abdülhamit Düşerken (2002)
- Koçum Benim (2002)
- Lise Defteri (2003)
- Sular Durulmuyor (2004)
- Şaşkın (2005)
- „До последен дъх“ Acı Hayat (2005) – Нермин
- O Kadın (2007)
- Dur Yolcu (2008)
- Gazi (2008)
- Adanalı (2008)
- Haneler (2009)
- Türkan (2011)
- Şüphe (2011)